# Болычево (Смоленская область)
Болычево — деревня в Гагаринском районе Смоленской области России. Входит в состав Ашковского сельского поселения.
Расположена в северо-восточной части области в 2 км к северу от Гагарина, в 9 км севернее автодороги М1 «Беларусь», на берегу реки Алешни. В 5 км юго-западнее деревни расположена железнодорожная станция Гагарин на линии Москва — Минск.

## История
В годы Великой Отечественной войны деревня была оккупирована гитлеровскими войсками в октябре 1941 года, освобождена в марте 1943 года.